# C. J. Box
Charles James (C. J.) Box (Casper, Wyoming, 1958 –) amerikai író, a Sziklás-hegység területén található Wyoming állam lakosainak és tájainak megörökítője. Itt játszódik Joe Pickettről, a vadőrről szóló, új műfajt teremtő regénysorozata is. Több mint 15 regény szerzője, könyvei többnyire szerepelnek a The New York Times sikerlistáin.
Cheyenne mellett lakik feleségével (Laurie) és három lányával (Molly, Becky and Roxanne).
A Vad vidék regénysorozat első darabja, az Embervadászat (Open Season), szerepelt a New York Times "Notable Books" of 2001 listáján. A 2001 óta évente egy-egy új könyvvel gyarapodó „vadregénysorozat” főhőse Joe Pickett a vadőr, akivel minduntalan különös kalandok esnek meg. A különleges környezetben játszódó, izgalmas és akciódús regénysorozatot a Sorozat Könyvek Kiadó sorrendben fordítja és adja ki magyarul. Eddig megjelent regényei:
- Embervadászat (Open Season)[2] ISBN 978-963-894219-7
- Ámokfutás (Savage Run)[3] ISBN 978-963-894226-5
- Öldöklő tél (Winterkill)[4] ISBN 978-963-894227-2

## Magyarul
- Vadászidény; ford. Pelle Csilla; Reader's Digest, Budapest, 2003 (Reader's Digest válogatott könyvek)
- Zsaruk paradicsoma; ford. Falvassy Gergely; Victoria, Budapest, 2008
- Zsaruk paradicsoma; ford. Uram Tamás; Reader's Digest, Budapest, 2009 (Reader's Digest válogatott könyvek)
- Embervadászat; ford. Kállai Tibor; Sorozat Könyvek, Budapest, 2011 (Vad vidék)
- Ámokfutás; ford. Kállai Tibor, Rupp Anikó; Sorozat Könyvek, Budapest, 2012 (Vad vidék)
- Nincs menekvés; ford. M. Nagy Miklós; Reader's Digest, Budapest, 2012 (Reader's Digest válogatott könyvek)
- Eltűnés; ford. Moldova Júlia; Tarsago, Budapest, 2020 (Reader's Digest válogatott könyvek)
- Farkashorda; ford. Zsámboki Péter; Tarsago, Budapest, 2021 (Reader's Digest válogatott könyvek)
- Távoli célpont; ford. Zsámboki Péter; Tarsago, Budapest, 2021 (Reader's Digest válogatott könyvek)